# Carl Lorenz
Carl Lorenz (27 de novembro de 1913 — 25 de novembro de 1993) foi um ciclista alemão, que entre 1937 e 1943, competiu como profissional.
Competiu nos Jogos Olímpicos de Verão de 1936 em Berlim, ganhando a medalha de ouro na prova do tandem, formando par com Ernst Ihbe.